# Suwak na chustę

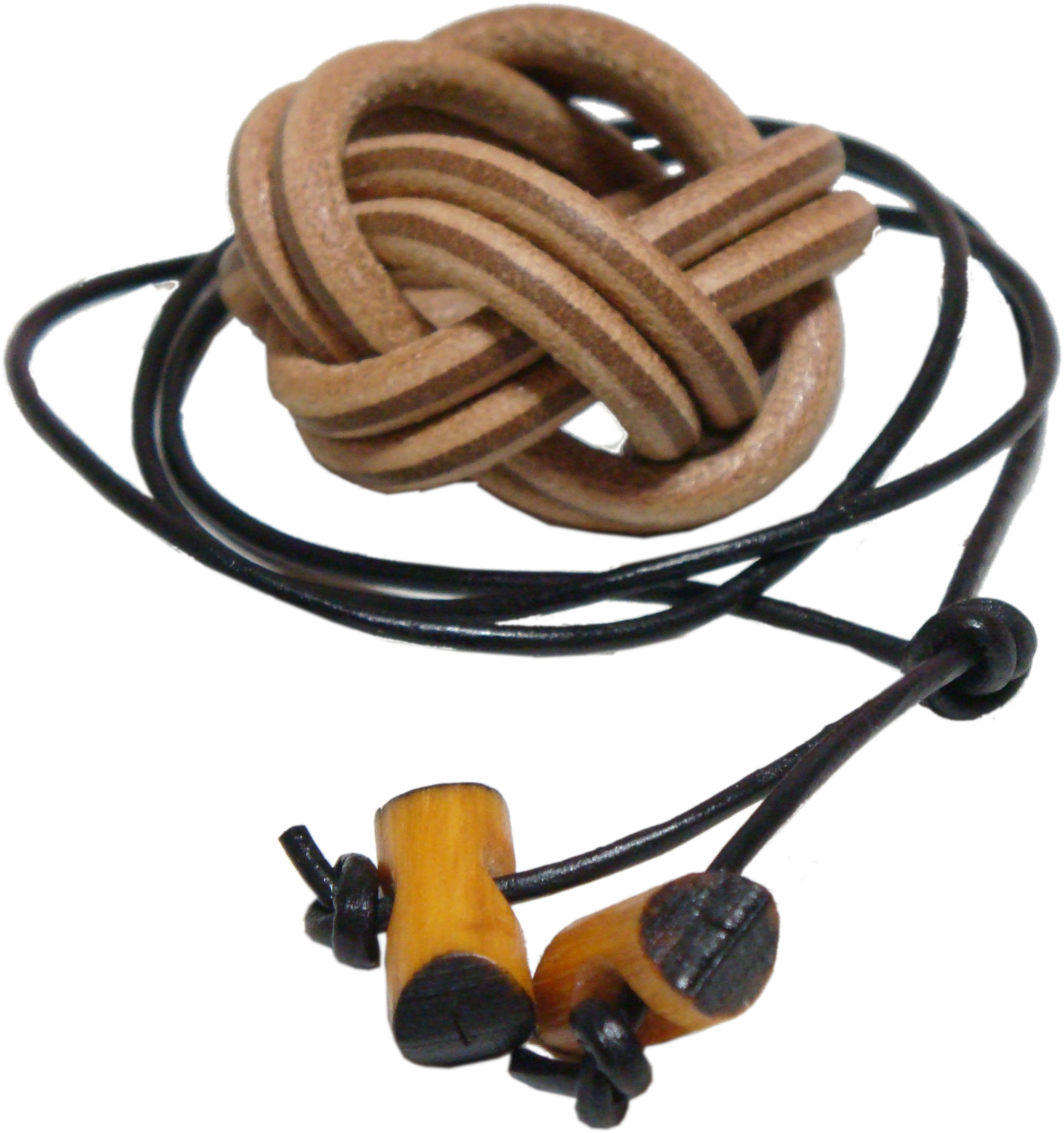
Pierścień pleciony z rzemienia oraz odznaka Wood Badge

Suwak na chustę (także pierścień harcerski, skuwka) – element munduru harcerskiego spinający chustę harcerską pod szyją.
Może mieć formę plecionego ze skóry pierścienia lub opaski materiałowej lub plastikowej z lilijką. Regulamin mundurowy ZHP nie precyzuje formy skuwki.  W zależności od zwyczaju panującego w drużynie harcerskiej, może zastąpić go kora, albo suwak może zostać ozdobiony szyszką lub symbolem drużyny. Nie mylić z suwakiem do sznura służbowego, których kolory i zastosowanie są ściśle określone w regulaminie.